# Gunman Clive
Gunman Clive est un jeu vidéo de type run and gun développé et édité par Hörberg Productions, sorti en 2012 sur Windows, Wii U, Nintendo 3DS, iOS et Android.
Il a pour suite Gunman Clive 2.

## Accueil
- Jeuxvideo.com : 14/20 (iOS/Android)[1] - 15/20 (3DS)[2]